# Strobochelifer spinipalpis
Strobochelifer spinipalpis es una especie de arácnido del orden Pseudoscorpionida de la familia Cheliferidae.

## Distribución geográfica
Se encuentra en Arabia Saudita y en Irán.